# الانتحار في السعودية
اعتبارًا من عام 2016، بلغ معدل الانتحار في البلاد 3.4 لكل 100000 شخص، إذ تحتل السعودية المرتبة 163 في العالم. مقارنة في كوريا الجنوبية بمعدل انتحار 42 شخصاً يومياً وفي المرتبة الثالثة عالمياً بأعلى معدل للانتحار.

## تشريع
الانتحار جريمة في السعودية.
الانتحار في الإسلام.